# Esquibien
Esquibien korábbi község Franciaországban, Finistère megyében. Lakosainak száma 1541 fő (2018. január 1.). Esquibien Audierne, Beuzec-Cap-Sizun, Goulien, Pont-Croix és Primelin községekkel határos.
2016. január 1-jén a korábbi Audierne községgel egyesült és az így létrejött (azonos nevű) Audierne új község része lett.

## Népesség
A település népességének változása:
| Lakosok száma | 2011 | 1955 | 1970 | 1911 | 1611 | 1600 | 1598 | 1593 | 1541 | 1541 |
|               | 1962 | 1968 | 1982 | 1990 | 1999 | 2008 | 2011 | 2013 | 2017 | 2018 |